# Frauenstein (Saxônia)
Frauenstein é um município da Alemanha, situado no distrito de  Mittelsachsen, no estado da Saxônia. Tem 58,83 km² de área, e sua população em 2019 foi estimada em 2.772 habitantes.